# ضياء الله نوري
ضياء الله نوري ولد عام 1864 في ادرنة وقد شارك مع كلا الطرفين بعد موت بهاء الله (أي مع العباسيين والموحدين) لكنه في نهاية الامر انضم إلى طائفة شقيقه محمد علي أفندي وقد مات عام 1898.